# 1914 în științifico-fantastic
- 1913 în științifico-fantastic — 1914 în științifico-fantastic — 1915 în științifico-fantastic

1914 în științifico-fantastic a implicat o serie de evenimente:

## Nașteri și decese

### Nașteri
- Roger Dee Aycock (d. 2004)
- Manly Banister (d. 1986)
- Peter Bobev (Петър Бобев, d. 1997)
- Adolfo Bioy Casares (d. 1999)
- William S. Burroughs (d. 1997)
- Leslie P. Davies (d. 1988)
- Roger Dee (d. 2004)
- Howard Fast (d. 2003)
- Romain Gary, Pseudonimul lui Roman Kacew (d. 1980)
- Horace L. Gold (d. 1996)
- Philip E. High (d. 2006)
- Hans Hellmut Kirst (d. 1989)
- Raphael Aloysius Lafferty (d. 2002)
- William F. Temple (d. 1989)
- Jan Gerhard Toonder (d. 1992)
- Wilson Tucker (d. 2006)
- Arno Schmidt (d. 1979)
- Pavel Vejinov (d. 1983)
- Jay Williams (d. 1978)
- Donald A. Wollheim (d. 1990)

### Decese
- Hans Nikolaus von Bernstorff (n. 1856)
- Otto Henne-Am Rhyn (n. 1828)
- Artur Hoerhammer
- Christian Morgenstern (n. 1871)
- Bertha von Suttner (n. 1843)

## Cărți

### Romane
- Angel Island de Inez Haynes Irwin
- Das graue Tuch und zehn Prozent Weiß: Ein Damenroman de Paul Scheerbart
- Locus Solus de Raymond Roussel
- The Warlord of Mars de Edgar Rice Burroughs
- Lumea eliberată (The World Set Free) de H. G. Wells
- O tragedie cerească, Poveste astronomică de Victor Anestin
- Un român în Lună de  Henric Stahl

## Filme
| Titlu | Regizor | Distribuție | Țara | Sub-Gen /Note |
| ----- | ------- | ----------- | ---- | ------------- |
|       |         |             |      |               |